# Макгіллікаддіс Рікс
 Макгіллікаддіс Рікс (англ. Macgillycuddy's Reeks, ірл. Na Cruacha Dubha) — гірський хребет на південному-заході Ірландії. Довжина хребту — близько 19 км.
Найвища точка — гора Каррантухіл (1038 м), однак у Макгіллікаддіс Рікс є ще декілька помітних вершин: Бінкераг (1010 м) і Каер (1001 м). Схили хребта, складені пісковиками, сильно порізані в ході ерозійних і гляціальних процесів. Тут часті обсипи і обвали.
Свою назву хребет отримав в XVIII столітті на честь клану Макгіллікадді, якому належала земля протягом тривалого часу в цій частині Ірландії.